# Шлессингер, Джозеф
Джо́зеф Шле́ссингер (ивр. יוסף שלזינגר‎, англ. Joseph "Josip" Schlessinger; род. 26 марта 1945, Топуско, Югославия) — израильский и американский учёный. Труды в основном посвящены биохимии, фармакологии, молекулярной биологии, структурной биологии.
Член Национальной академии наук США (2000) и Национальной медицинской академии США (2005), иностранный член Российской академии наук (2006) и член-корреспондент Хорватской академии наук и искусств (2008).

## Биография
Родился в Югославии. В 1948 году семья переехала в Израиль.
Получил степени бакалавра и магистра в Еврейском университете в Иерусалиме, в 1974 году получил степень доктора философии по биофизике в Институте Вейцмана. Постдокторантуру проходил в Корнеллском университете, затем работал в Национальном институте рака (США). В 1978—1991 годах работал в Институте Вейцмана. В 1987—1988 годах группа ученых, в которую также входили Джозеф Шлессингер и Майкл Села, проводила исследования, ставшие основой для создания лекарства цетуксимаба (Эрбитукс). С 1991 года работает в США, в том числе в Йельском университете.

## Признание
Член EMBO (1982), Американской академии искусств и наук (2001), European Academy of Sciences (2004), Академии Американской ассоциации исследований рака (2016).

## Награды и отличия
- Ciba Drew Award in Biomedical Research[англ.], Университет Дрю (1995)
- J. Allyn Taylor International Prize in Medicine[англ.] (2000)
- Почётный доктор Хайфского университета (2002)
- Keith R. Porter Lecture[англ.], Американское общество клеточной биологии (2006)
- Премия Дэна Дэвида (2006)
- Орден Утренней звезды с ликом Руджера Бошковича (2008)[6]
- Pezcoller Foundation-AACR International Award for Extraordinary Achievement in Cancer Research (2010)
- BBVA Foundation Frontiers of Knowledge Award (2014)